# Acidromodes
Acidromodes is een geslacht van vlinders uit de familie van de spanners (Geometridae). De wetenschappelijke naam van dit geslacht is voor het eerst voorgesteld door Axel Hausmann in een publicatie uit 1999.

## Soorten
- Acidromodes muelleri Hausmann, 1999
- Acidromodes nilotica (Wiltshire, 1985)
- Acidromodes porphyretica (L.B. Prout, 1925)
- Acidromodes saharae (Wiltshire, 1985)